# Wilhelm Borgmann
Wilhelm Borgmann (* 26. Februar 1893 in Lorup; † 3. Oktober 1947 in Aschendorf/Ems) war ein deutscher Landwirt und Politiker (DHP, Zentrum, später CDU).

## Leben und Beruf
Borgmann wurde als Sohn eines Landwirtes geboren. Nach dem Volksschulabschluss und daran angeschlossenem zweijährigen Privatunterricht absolvierte er eine landwirtschaftliche Ausbildung und besuchte von 1908 bis 1910 die Landwirtschaftliche Fachschule in Meppen. Anschließend arbeitete er als Landwirt. Er leistete 1913 freiwilligen Wehrdienst in der Armee des Landes Schaumburg-Lippe und nahm von 1914 bis 1918 als Soldat am Ersten Weltkrieg teil. Nach dem Kriegsende wirkte er als Geschäftsführer landwirtschaftlicher Genossenschaften und übernahm später den elterlichen Hof in Lorup.
Borgmann musste 1933 seine Ämter in landwirtschaftlichen Organisationen aus politischen Gründen niederlegen. Nach dem gescheiterten Attentat vom 20. Juli 1944 wurde er im Zuge der Aktion Gewitter von der Gestapo verhaftet und von August bis September 1944 im Arbeitserziehungslager Ohrbeck interniert.

## Politik
Borgmann war 1927/28 Anführer der Landvolk-in-Not-Bewegung im Emsland. Er schloss sich 1928 der DHP an, wechselte aber aufgrund politischer Differenzen 1932 zur Zentrumspartei über. Im November 1945 zählte er zu den Gründern der CDU. Seit Februar 1946 war er Vorsitzender des CDU-Kreisverbandes Aschendorf-Hümmling.
Borgmann wurde 1928 über die Landesliste der Bauern- und Landvolkpartei in den Preußischen Landtag gewählt, dem er bis 1932 angehörte. Hier war er Mitglied der Deutschen Fraktion, die sich aus der DHP, der CNBL, dem Völkisch-Nationalen Block und der Reichspartei für Volksrecht und Aufwertung zusammensetzte. Darüber hinaus war er von 1929 bis 1933 Ratsmitglied der Gemeinde Lorup und Kreistagsmitglied des Kreises Hümmling sowie 1933 für die Zentrumspartei Mitglied des Hannoverschen Provinziallandtages.
Borgmann war seit 1945 erneut Ratsmitglied der Gemeinde Lorup. Er gehörte zwischen dem 23. August 1946 und dem 29. Oktober 1946 dem Ernannten Hannoverschen Landtag an, war dann Mitglied des Ernannten Niedersächsischen Landtages zwischen dem 9. Dezember 1946 und dem 28. März 1947 und wurde in der ersten Wahlperiode in den Niedersächsischen Landtag gewählt, dem er vom 20. April 1947 bis zu seinem Tode kurzzeitig angehörte.
Borgmann wurde 1945 von der alliierten Militärverwaltung zum Bürgermeister der Gemeinde Lorup ernannt und behielt dieses Amt bis 1946. Am 31. Januar 1946 erhielt er von der Britischen Besatzungsbehörde die Ernennung zum Landrat des Kreises Aschendorf-Hümmling. Der Agrarfunktionär beteiligte sich zudem an der Jahreswende 1946/47 führend an der Gründung der „Vereinigung des Emsländischen Landvolks“, der neuen wirtschaftspolitischen Organisation der Landwirtschaft in den Kreisen Aschendorf-Hümmling, Meppen, Lingen und Grafschaft Bentheim.